# Szánkó (település)
Szánkó (1899-ig Sznakó, szlovákul: Snakov) község Szlovákiában, az Eperjesi kerület Bártfai járásában.

## Fekvése
Bártfától 20 km-re északnyugatra, a lengyel határ mellett fekszik.

## Története
Közvetett írásos bizonyítékok alapján megállapítható, hogy a falu már a 15. században létezett. Valószínűleg a német jog alapján alapították és a falu első embere a soltész volt. Birtokosai a 15. század végén korotnoki nemesek, később a polyánfalvi Bornemissza család volt. 1524-ben Bárány Péternek volt itt birtoka és udvarháza. Első írásos említése csak 1543-ban történt. A 16. század végére már a nagyobb falvak közé számított. A 16. század végén a Thökölyeknek is volt itt birtoka. 1600-ban már több mint 30 jobbágyháza létezett. Többségben ruszinok lakták, akik állattartással, mezőgazdasággal, favágással foglalkoztak. 1785-ben 306 lakost számláltak a községben.
A 18. század végén Vályi András így ír róla: „SZNAKO. Tót falu Sáros Várm. földes Urai Petróczy, és más Uraságok, lakosai katolikusok, és másfélék, fekszik Bártfához 1 1/4 mértföldnyire; határja hegyes, és néhol sovány.”
1834-ben nagy tűzvész pusztított a községben, melyben 33 ház égett le gazdasági épületekkel együtt.
Fényes Elek 1851-ben kiadott geográfiai szótárában így ír a faluról: „Sznakó, orosz falu, Sáros vármegyében, Lénártó fiókja: 29 r., 556 g. kath., 23 zsidó lak. Gör. paroch. templom. Hegyes, és sovány határ. F. u. többen. Ut. p. Bártfa.”
A faluban 1870-től szeszfőzde is működött. Még két nagyobb tűzvész volt 1877-ben és 1885-ben. A 19. században birtokosa a Dessewffy család, akiktől 1887-ben a birtokot a Lorbert család vásárolta meg. Új birtokosai kocsmát nyitottak a településen. Nem csoda tehát, hogy a faluban elterjedt volt az alkoholizmus még a nők körében is. A trianoni diktátum előtt Sáros vármegye Bártfai járásához tartozott.

## Népessége
| Év:            | 1994. | 2004.   | 2014.   | 2024.   |
| -------------- | ----- | ------- | ------- | ------- |
| Emberek száma: | 600   | 655     | 686     | 654     |
| Eltérés:       |       | +9,16 % | +4,73 % | -4,66 % |

| Év:            | 2023. | 2024.   |
| -------------- | ----- | ------- |
| Emberek száma: | 655   | 654     |
| Eltérés:       |       | -0,15 % |

1880-ban 504, főként ruszin lakos élt itt.
1910-ben 520, túlnyomórészt ruszin lakosa volt.
2001-ben 642 lakosából 531 szlovák és 91 cigány volt.
2011-ben 652 lakosából 373 szlovák, 199 cigány és 67 ruszin.

## Nevezetességei
- Görögkatolikus temploma 1843-ban épült a Szeplőtelen Szűz tiszteletére.
- Szűz Mária tiszteletére szentelt kápolnája 1895-ben épült.

## Külső hivatkozások
- Hivatalos oldal
- E-obce.sk Archiválva 2012. augusztus 22-i dátummal a Wayback Machine-ben
- Községinfó
- Szánkó Szlovákia térképén